# Горбово (Иркутская область)
Горбово — упразднённое село в Киренском районе Иркутской области России. Ныне урочище Горбова на территории Алымовского муниципального образования.

## География
Располагалась на правом берегу реки Лена между деревнями Никулина и Банщиково в 55 верстах к северо-востоку от города Киренска.  

## История
Деревня отмечена в списке населённых мест Сибирского края 1929 года, как село Чечуйского района с 78 дворами и 414 жителями.
По состоянию на 1 января 1966 года числилось как деревня Горбова Банщиковского сельсовета Киренского района.
Покинута в 1965—1966 годах.